# إد دافي
إد دافي هو اقتصادي وسياسي بريطاني، ولد في 25 ديسمبر 1965 في منسفيلد ‏ في المملكة المتحدة. نشط حزبياً في الديمقراطيون الليبراليون.

## مناصب
- في 2020 Liberal Democrats leadership election [الإنجليزية]‏، انتخب زعيم الديمقراطيون الليبراليون [الإنجليزية]‏ (27 أغسطس 2020 – ).
- في الانتخابات العامة في المملكة المتحدة 2019، انتخب عضو البرلمان الثامن والخمسين للمملكة المتحدة  [لغات أخرى]‏ عن دائرة كينغستون وسوربيتون وقد انضم خلال فترته النيابية ‏ (12 ديسمبر 2019 – ) للكتلة البرلمانية الديمقراطيون الليبراليون.
- انتخب Liberal Democrat Home Affairs spokesperson [الإنجليزية]‏ (17 يونيو 2017 – ).
- في الانتخابات العامة في المملكة المتحدة 1997 [الإنجليزية]‏، انتخب عضو البرلمان الثاني والخمسون للمملكة المتحدة  [لغات أخرى]‏ عن دائرة كينغستون وسوربيتون وقد انضم خلال فترته النيابية ‏ (1 مايو 1997 – 14 مايو 2001) للكتلة البرلمانية الديمقراطيون الليبراليون.
- في الانتخابات العامة في المملكة المتحدة 2001، انتخب عضو البرلمان الثالث والخمسون للمملكة المتحدة  [لغات أخرى]‏ عن دائرة كينغستون وسوربيتون وقد انضم خلال فترته النيابية ‏ (7 يونيو 2001 – 11 أبريل 2005) للكتلة البرلمانية الديمقراطيون الليبراليون.
- في الانتخابات العامة في المملكة المتحدة 2005، انتخب عضو البرلمان الرابع والخمسون للمملكة المتحدة  [لغات أخرى]‏ عن دائرة كينغستون وسوربيتون وقد انضم خلال فترته النيابية ‏ (5 مايو 2005 – 12 أبريل 2010) للكتلة البرلمانية الديمقراطيون الليبراليون.
- في انتخابات المملكة المتحدة لعام 2010، انتخب عضو البرلمان الخامس والخمسين للمملكة المتحدة  [لغات أخرى]‏ عن دائرة كينغستون وسوربيتون وقد انضم خلال فترته النيابية ‏ (6 مايو 2010 – 30 مارس 2015) للكتلة البرلمانية الديمقراطيون الليبراليون.
- في الانتخابات العامة في المملكة المتحدة 2017، انتخب عضو البرلمان السابع والخمسين للمملكة المتحدة  [لغات أخرى]‏ عن دائرة كينغستون وسوربيتون وقد انضم خلال فترته النيابية ‏ (8 يونيو 2017 – 6 نوفمبر 2019) للكتلة البرلمانية الديمقراطيون الليبراليون.
- انتخب عضو المجلس الخاص بالمملكة المتحدة  [لغات أخرى]‏.
- انتخب Liberal Democrat frontbench team [الإنجليزية]‏ (18 ديسمبر 2007 – 12 مايو 2010).
- انتخب Secretary of State for Energy and Climate Change [الإنجليزية]‏ (3 فبراير 2012 – 8 مايو 2015).

## وصلات خارجية
- الموقع الرسمي